# Charles Vögele

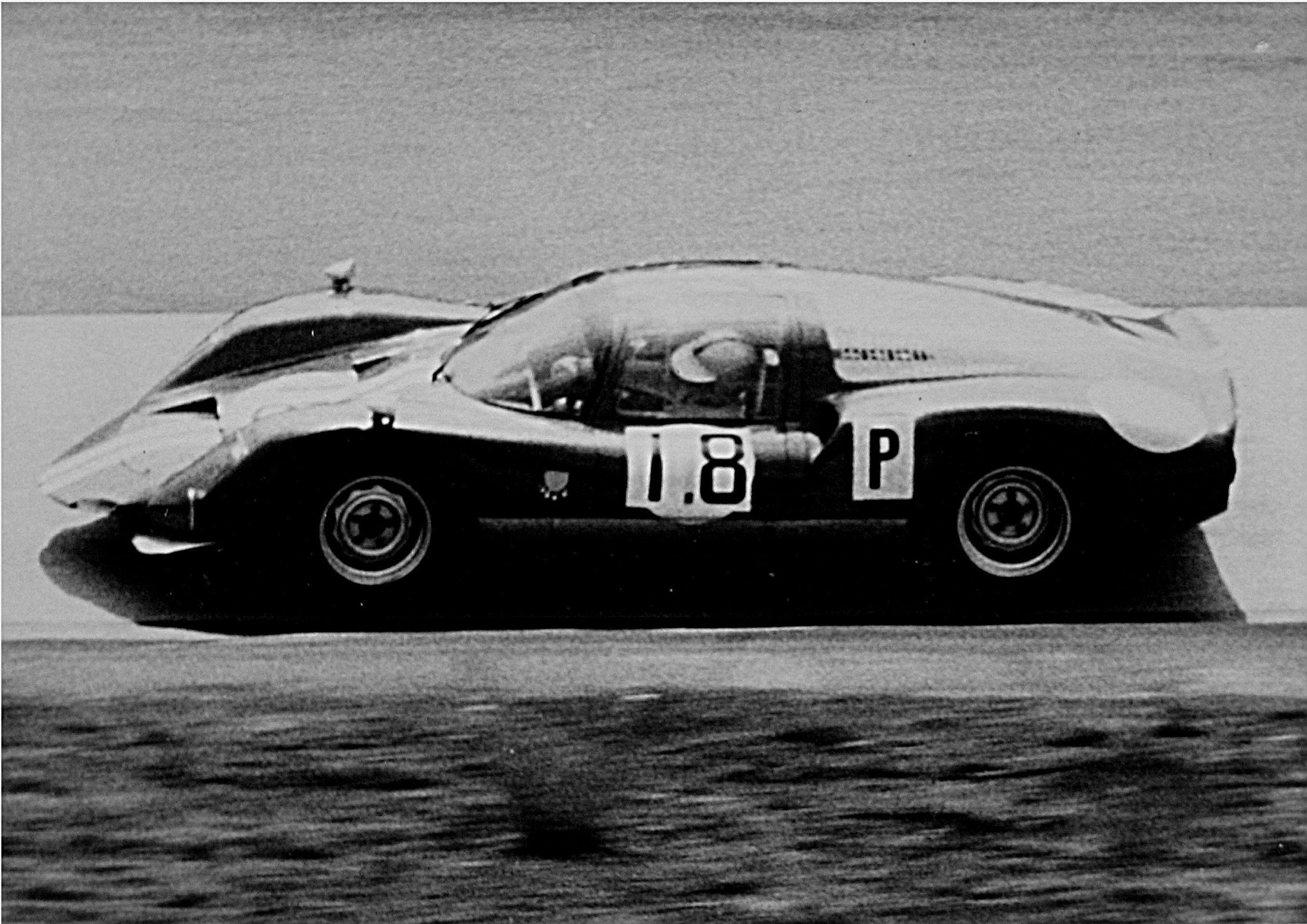
Charles Vögele im Porsche 906 beim Training zum 1000-km-Rennen auf dem Nürburgring 1966

Karl Leo «Charles» Vögele (* 12. März 1923 in Uznach; † 21. April 2002 in Altendorf) war ein Schweizer Unternehmer, Autorennfahrer und Formel-1-Teammanager.

## Leben
Karl Leo Vögele wurde 1923 als Sohn des Schuhmachermeisters Karl Laurenz Vögele und seiner Ehefrau Martha, geb. Maurer, in Uznach geboren. Sein Bruder war der Schuhunternehmer Max Vögele (1930–2024), der 1960 die Karl Vögele AG gründete. Charles Vögele absolvierte eine kaufmännische Lehre beim Schuhhaus Grob in St. Gallen. Danach bildete er sich in der Westschweiz im Bereich der Werbung weiter. 1949 gründete Vögele in Bern eine Werbeagentur, parallel baute er im väterlichen Schuhgeschäft bis 1960 den Versandhandel auf. 1953 begann er seine bis 1968 dauernde Karriere als Autorennfahrer.
Den Grundstein für sein Einzelhandelsunternehmen Charles Vögele legte er 1955 mit der Eröffnung eines Geschäfts für Roller- und Regenbekleidung am Hirschengraben in Zürich. Zusammen mit seiner Ehefrau Agnes Vögele-Anrig (* 1936; ∞ 1956) baute er das Geschäft zu einem internationalen Bekleidungshandel aus. Angefangen mit einer Filiale in Winterthur 1957 wurde ein umfangreiches Filialnetz in der Schweiz aufgebaut. Agnes Vögele beschrieb die Zusammenarbeit: «Charles war für die Strategie, Präsentation, Erscheinungsbild und Werbung verantwortlich; ich kümmerte mich um die Kollektionen und um den Einkauf, in dem gemäss einer alten Detailhandelsregel der Gewinn liegt. Disziplin und rückhaltloses gegenseitiges Vertrauen waren die Grundlagen unserer Lebens- und Arbeitsgemeinschaft.» 1988 stieg Charles Vögele ausserdem mit der Vögele Reisen AG ins Reisegeschäft ein. 1997 verkaufte die Familie Vögele das Bekleidungsunternehmen an eine internationale Investorengruppe. Bis zu seiner Auflösung 2017 war das Unternehmen in zehn europäischen Ländern vertreten. 
Als Autorennfahrer nahm Vögele 1960 zusammen mit Peter Ashdown am 24-Stunden-Rennen von Le Mans teil, kam aber nicht ins Ziel. Charles Vögele und Peter Ashdown fuhren ausserdem im 12-Stunden-Rennen von Sebring 1960 und 1961 mit, wo sie 1960 einen Klassensieg erreichten. Andere Sportwagenrennen fuhr Vögele zusammen mit Jo Siffert. Sein Team, Charles Vögele Racing, meldete sich (durchweg mit Silvio Moser als Fahrer) zur Teilnahme an sechs Formel-1-Rennen in den Jahren 1967 (auf Cooper) und 1968 (auf Brabham). Bei drei Teilnahmen nach erfolgreicher Qualifikation wurden beim Grossen Preis der Niederlande 1968 zwei Punkte erkämpft.

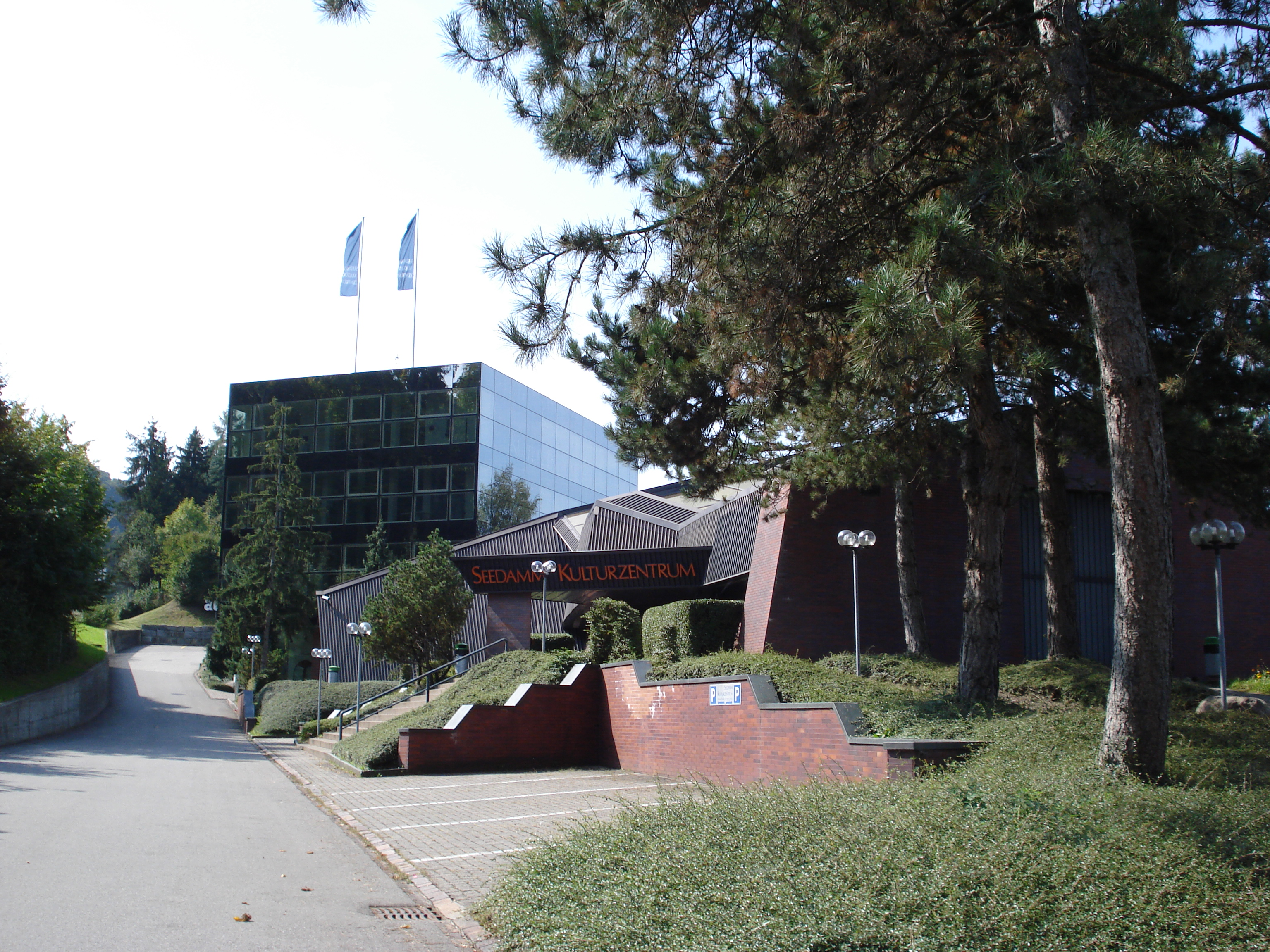
Das von Charles Vögele erbaute Seedamm-Kulturzentrum in Pfäffikon SZ, 2007

Vögele liess 1974 das Seedamm-Center in der Ortschaft Pfäffikon SZ bauen, wo die Zentrale seines Unternehmens sass. 1976 erwarb er das Berner Auktionshaus Jürg Stuker und eröffnete in Pfäffikon das vom New Yorker Architekturbüro Copeland, Novak and Israel erbaute Seedamm-Kulturzentrum (seit 2010 Vögele Kultur Zentrum), das insbesondere für seine Erfolge im Bereich der Kulturvermittlung an Jugendliche bekannt wurde und seitdem zahlreiche Ausstellungen und Publikationen zu künstlerischen und soziokulturellen Themen hervorbrachte. 1995 wurde Charles Vögele der Kulturpreis des Kantons Schwyz für die Gründung und den Ausbau des Kulturzentrums verliehen. 1998 erfolgte die Gründung der Stiftung Charles und Agnes Vögele, die das Kulturzentrum heute betreibt.
Charles Vögele starb 2002 in Altendorf. Mit seiner Ehefrau Agnes bekam er vier Kinder: Carlo (* 1957), Marco (* 1958), Monica und Peter (* 1963). Carlo und Marco sind an der Leitung des Immobilienunternehmens Seedamm-Center AG beteiligt, Monica Vögele steht der Familien-Stiftung in Pfäffikon vor, Peter Vögele leitet die Galerie Stuker in Bern.

## Autorennen-Statistik

### Le-Mans-Ergebnisse
| Jahr | Team           | Fahrzeug | Teamkollege   | Platzierung | Ausfallgrund |
| ---- | -------------- | -------- | ------------- | ----------- | ------------ |
| 1960 | Lola Cars Ltd. | Lola MK1 | Peter Ashdown | Ausfall     | Motorschaden |

### Sebring-Ergebnisse
| Jahr | Team           | Fahrzeug    | Teamkollege   | Platzierung             | Ausfallgrund |
| ---- | -------------- | ----------- | ------------- | ----------------------- | ------------ |
| 1960 | Charles Vögele | Lola MK1    | Peter Ashdown | Rang 17 und Klassensieg |              |
| 1966 | Charles Vögele | Porsche 906 | Jo Siffert    | Rang 6                  |              |

### Einzelergebnisse in der Sportwagen-Weltmeisterschaft
| Saison | Team                | Rennwagen   | 1   | 2   | 3   | 4   | 5   | 6   | 7   | 8   | 9   | 10  | 11  | 12  | 13  | 14  | 15  | 16  | 17  | 18  | 19  | 20  |
| ------ | ------------------- | ----------- | --- | --- | --- | --- | --- | --- | --- | --- | --- | --- | --- | --- | --- | --- | --- | --- | --- | --- | --- | --- |
| 1960   | Charles Vögele Lola | Lola MK1    | BUA | SEB | TAR | NÜR | LEM |     |     |     |     |     |     |     |     |     |     |     |     |     |     |     |
| 1960   | Charles Vögele Lola | Lola MK1    |     | 17  |     | 17  | DNF |     |     |     |     |     |     |     |     |     |     |     |     |     |     |     |
| 1961   | Charles Vögele      | Lola MK1    | SEB | TAR | NÜR | LEM | PES |     |     |     |     |     |     |     |     |     |     |     |     |     |     |     |
| 1961   | Charles Vögele      | Lola MK1    | 19  |     |     |     |     |     |     |     |     |     |     |     |     |     |     |     |     |     |     |     |
| 1962   | Vögele & Leston     | Lotus Elite | DAY | SEB | SEB | MAI | TAR | BER | NÜR | LEM | TAV | CCA | RTT | NÜR | BRI | BRI | PAR |     |     |     |     |     |
| 1962   | Vögele & Leston     | Lotus Elite |     |     |     | DNF |     |     |     |     |     |     |     |     |     |     |     |     |     |     |     |     |
| 1964   |                     | Brabham     | DAY | SEB | TAR | MON | SPA | CON | NÜR | ROS | LEM | REI | FRE | CCE | RTT | SIM | NÜR | MON | TDF | BRI | BRI | PAR |
| 1964   |                     | Brabham     |     |     |     |     |     |     |     |     |     |     | 7   |     |     |     |     |     |     |     |     |     |
| 1965   |                     | Brabham     | DAY | SEB | BOL | MON | MON | RTT | TAR | SPA | NÜR | MUG | ROS | LEM | REI | BOZ | FRE | CCE | OVI | NÜR | BRI | BRI |
| 1965   |                     | Brabham     |     |     |     |     |     |     |     |     |     |     |     |     |     | 5   |     |     |     |     |     |     |
| 1966   | Charles Vögele      | Porsche 906 | DAY | SEB | MON | TAR | SPA | NÜR | LEM | MUG | CCE | HOK | SIM | NÜR | ZEL |     |     |     |     |     |     |     |
| 1966   | Charles Vögele      | Porsche 906 |     | 6   | 5   |     |     | DNF |     | DNF | 2   | 9   |     |     |     |     |     |     |     |     |     |     |
| 1967   | Charles Vögele      | Porsche 906 | DAY | SEB | MON | SPA | TAR | NÜR | LEM | HOK | MUG | BRH | CCE | ZEL | OVI | NÜR |     |     |     |     |     |     |
| 1967   | Charles Vögele      | Porsche 906 | DNF |     |     |     |     |     |     |     |     |     |     |     |     |     |     |     |     |     |     |     |